# イオンモール高知
イオンモール高知（イオンモールこうち）は、高知県高知市秦南町一丁目に立地し、イオンモール株式会社が開発・運営を行っている郊外型の大型ショッピングセンターである。
2007年（平成19年）9月22日より、施設名称は「イオン高知ショッピングセンター」から「イオンモール高知」に変更された。

## 概要
シキボウ高知工場の跡地活用として2000年（平成12年）に開業したエンクローズドモールで、四国最大の規模を誇る大型ショッピングセンターである。
開業当初は核店舗のジャスコ高知店と100の専門店テナントの構成であった。
進出時は中心商店街が大規模な反対運動を展開し、世論はまっぷたつに分かれた。また、シネマコンプレックス（TOHOシネマズ）増築時には市が増設のための手続きを認めず、裁判沙汰となった。
2007年1月より開業して以来最大規模となる改装が専門店街で順次実施され、同年3月17日に改装オープンした。この改装によって新たに17店の専門店が出店し、専門店の店舗数も124となった。
2011年（平成23年）3月1日にジャスコ高知店はイオン高知店に名称変更された。
例年、当モールはよさこい祭りの開催日に演舞場となっている。
2017年（平成29年）10月1日、東側の隣接地に高知市北消防署が開署。
2019年（令和元年）5月6日には高知赤十字病院が開院。7月1日より東側駐車場で増床棟の建設を開始。
2020年（令和2年）9月17日東館オープン。売場面積は約69,000m2で、愛媛県のエミフルMASAKIを抜き、四国最大の商業施設となった。

## 主なテナント
出店テナント全店の一覧・詳細情報は公式サイト「ショップガイド」を、営業時間およびATMを設置する金融機関の詳細は公式サイト「営業時間・サービス案内」を参照。

### メインテナント
- イオンスタイル高知（1階・2階）
- ユニクロイオンモール高知店（1階）
- スポーツオーソリティ高知店（1階）
- 未来屋書店高知（2階）
- TOHOシネマズ高知（3階） - 2006年7月15日に東宝関西興行の運営・経営によって開館。2008年3月1日より運営・経営がTOHOシネマズへ移管。

## 交通

### 道路
- 高知県道44号高知北環状線 - 片側2車線。モール利用客のために右左折レーンが設置されており、自動車をモールへ円滑に誘導することが可能。高知インターチェンジより約2km。

- 都市計画道路高知駅秦南町線 - 片側2車線（一部暫定2車線）。高知駅北口とモールを直結する。

### 公共交通機関
- はりまや橋など高知市内各地から路線バスが運行されている。高知駅・高知駅前電停からは徒歩15分程度である。